# Mistrzostwa Świata w Kolarstwie Przełajowym 1976
27. Mistrzostwa Świata w Kolarstwie Przełajowym 1976 odbyły się we francuskiej miejscowości Chazay-d’Azergues, 25 stycznia 1976 roku. Rozegrano wyścigi mężczyzn w kategoriach zawodowców i amatorów.

## Medaliści
| Konkurencja:                 | Złoto:             | Czas      | Srebro:            | Czas     | Brąz:               | Czas     |
| Klasyfikacja mężczyzn        |                    |           |                    |          |                     |          |
| Zawodowcy (25 stycznia 1976) | Albert Zweifel     | 1:17:30 h | Peter Frischknecht | + 1:30 m | André Wilhelm       | + 2:33 m |
| Amatorzy (25 stycznia 1976)  | Klaus-Peter Thaler | 1:07:01 h | Robert Vermeire    | + 0:50 m | Ekkehard Teichreber | + 1:28 m |

## Szczegóły

### Zawodowcy
| Medal | Zawodnik           | Narodowość | Czas      |
| ----- | ------------------ | ---------- | --------- |
|       | Albert Zweifel     | Szwajcaria | 1:17:30 h |
|       | Peter Frischknecht | Szwajcaria | + 1:30    |
|       | André Wilhelm      | Francja    | + 2:33    |
| 4     | Cyrille Guimard    | Francja    | + 1:30    |
| 5     | Marc De Block      | Belgia     | + 2:12    |
| 6     | Eric Desruelle     | Belgia     | + 2:50    |
| 7     | Hermann Gretener   | Szwajcaria | + 3:01    |
| 8     | Gerrit Scheffer    | Holandia   | + 3:10    |
| 9     | Albert Van Damme   | Belgia     | + 3:12    |
| 10    | Gertie Wildeboer   | Holandia   | + 3:48    |

### Amatorzy
| Medal | Zawodnik            | Narodowość     | Czas      |
| ----- | ------------------- | -------------- | --------- |
|       | Klaus-Peter Thaler  | RFN            | 1:07:01 h |
|       | Robert Vermeire     | Belgia         | + 0:50    |
|       | Ekkehard Teichreber | RFN            | + 1:28    |
| 4     | Vojtěch Červínek    | Czechosłowacja | + 1:30    |
| 5     | Franco Vagneur      | Włochy         | + 2:12    |
| 6     | Willy Lienhard      | Szwajcaria     | + 2:50    |
| 7     | Miloš Fišera        | Czechosłowacja | + 3:01    |
| 8     | Jean-Yves Plaisance | Francja        | + 3:10    |
| 9     | Wil Brouwers        | Holandia       | + 3:12    |
| 10    | Hennie Stamsnijder  | Holandia       | + 3:48    |

## Tabela medalowa
| Miejsce | Państwo    |   |   |   |   |
| ------- | ---------- | - | - | - | - |
| 1.      | Szwajcaria | 1 | 1 | 0 | 2 |
| 2.      | RFN        | 1 | 0 | 1 | 2 |
| 3.      | Belgia     | 0 | 1 | 0 | 1 |
| 4.      | Francja    | 0 | 0 | 1 | 1 |